# Brasaplein
Het Brasaplein (brasa betekent omhelsing), voorheen Commissarisplein, Julianaplantsoen en Eeuwplein, is een plein in Nieuw-Nickerie, Suriname. Het ligt pal naast het Volksplein nabij de Nickerierivier. Rondom het plein bevinden zich de centrale markt, het districtscommissariaat en het Burger Informatie Centrum (B.I.C. Nickerie).

## Geschiedenis
Het plein kreeg in 1893 de naam Commissarisplein. Het ligt nabij de Nickerierivier met er tussenin de G.G. Maynardstraat (aanvankelijk de Voorstraat). Er omheen liggen de Oostkanaalstraat, R.P. Bharosstraat (aanvankelijk de Oranje-Nassaustraat) en Emmastraat. Oostelijk naast het plein ligt het Volksplein.
In circa medio jaren 1940 werd de naam gewijzigd naar het Julianaplantsoen. In een reisbrief getiteld Een bezoek aan Nickerie in het dagblad De West werd in deze tijd met lof geschreven over het plantsoen. "Den volgenden morgen wilde ik mij door den frisschen Nickerie-wind eens flink laten uitwaaien en koos daarvoor uit het Julianaplantsoen voor het Commissariaat. Wat is het daar aardig ! Goed onderhouden perkjes, mooie paadjes en aardige bloemen. Ik heb er met genoegen een half uurtje gezeten en naar alles gekeken."
Rond begin jaren 2000 werd het plantsoen hernoemd naar Brasaplein.

## Districtscommissariaat
De commissariswoning stond hier in 1893 al. Dit was een opnieuw opgebouwd pand uit de materialen die kwamen van de afgebroken commissariswoning in de verdronken stad Nieuw-Rotterdam. Op deze plek werd in 2020 het nieuwe districtscommissariaat van Nickerie in gebruik genomen. Aan die bouw werd in 2015 begonnen.

## Monumenten
Op het plein staan meerdere monumenten. De volgende lijst is mogelijk niet compleet:
- 1938: Monument 75 jaar afschaffing slavernij
- 1953: Twee niembomen voor 80 jaar Hindoestaanse immigratie
- 1979: Monument 100 jaar Nieuw-Nickerie
- 2008: Red Ribbon-monument
- 2012: Borstbeeld van Jagernath Lachmon
- 2017: Baba en Mai
- 2023: Monument 170 jaar Chinese immigratie